# Thomas Holenstein
Pour les articles homonymes, voir Hollenstein.
Thomas Holenstein, né le 7 février 1896 à Saint-Gall (originaire de Bütschwil) et mort le 31 octobre 1962 à Muralto, homme politique suisse, membre du Parti démocrate-chrétien. Il est conseiller fédéral de 1955 à 1959, à la tête du Département de l'économie publique, et président de la Confédération en 1958.

## Biographie
Il est le 69e conseiller fédéral de l'histoire[réf. nécessaire].